# Новокраматорский машиностроительный завод

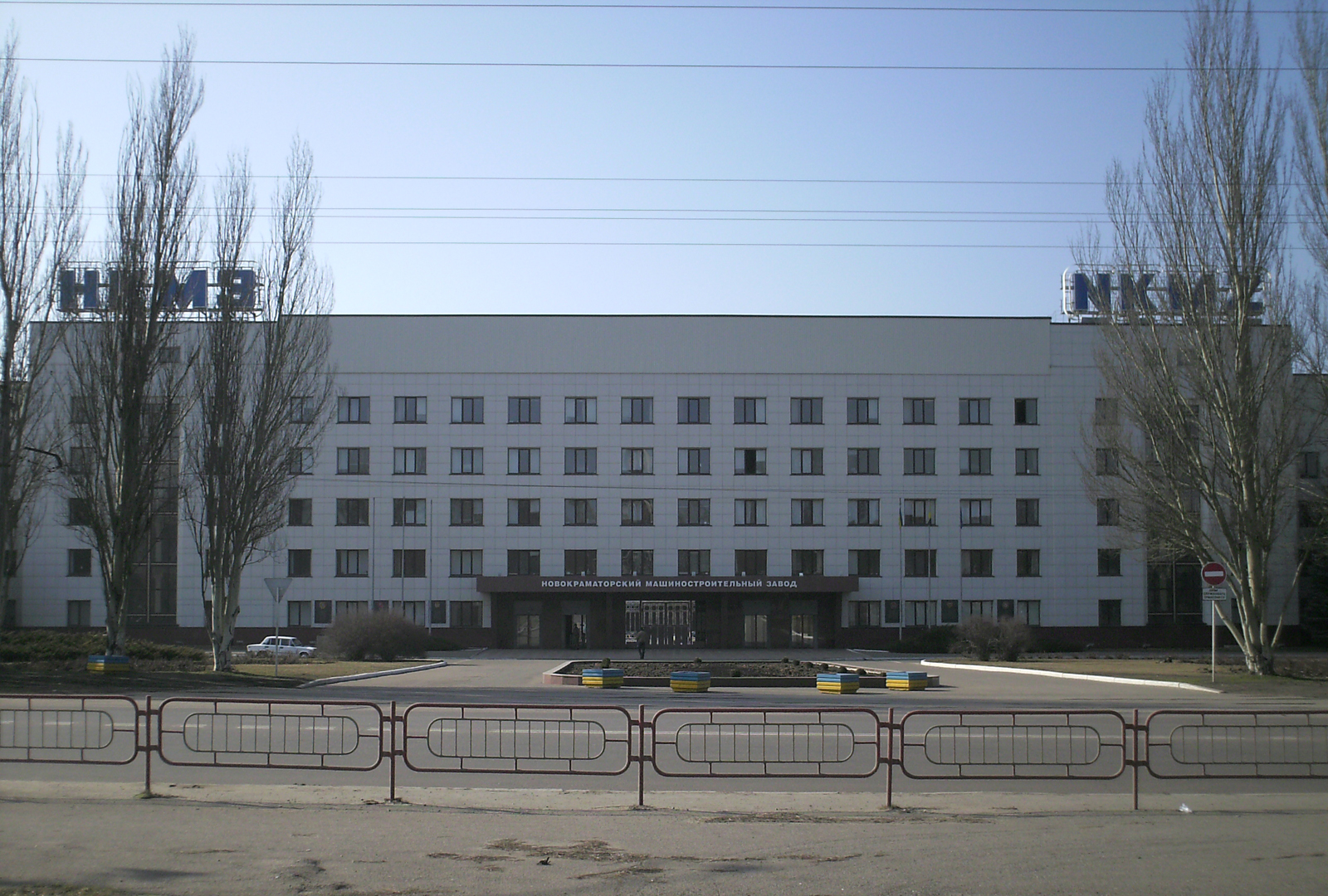
Инженерный корпус

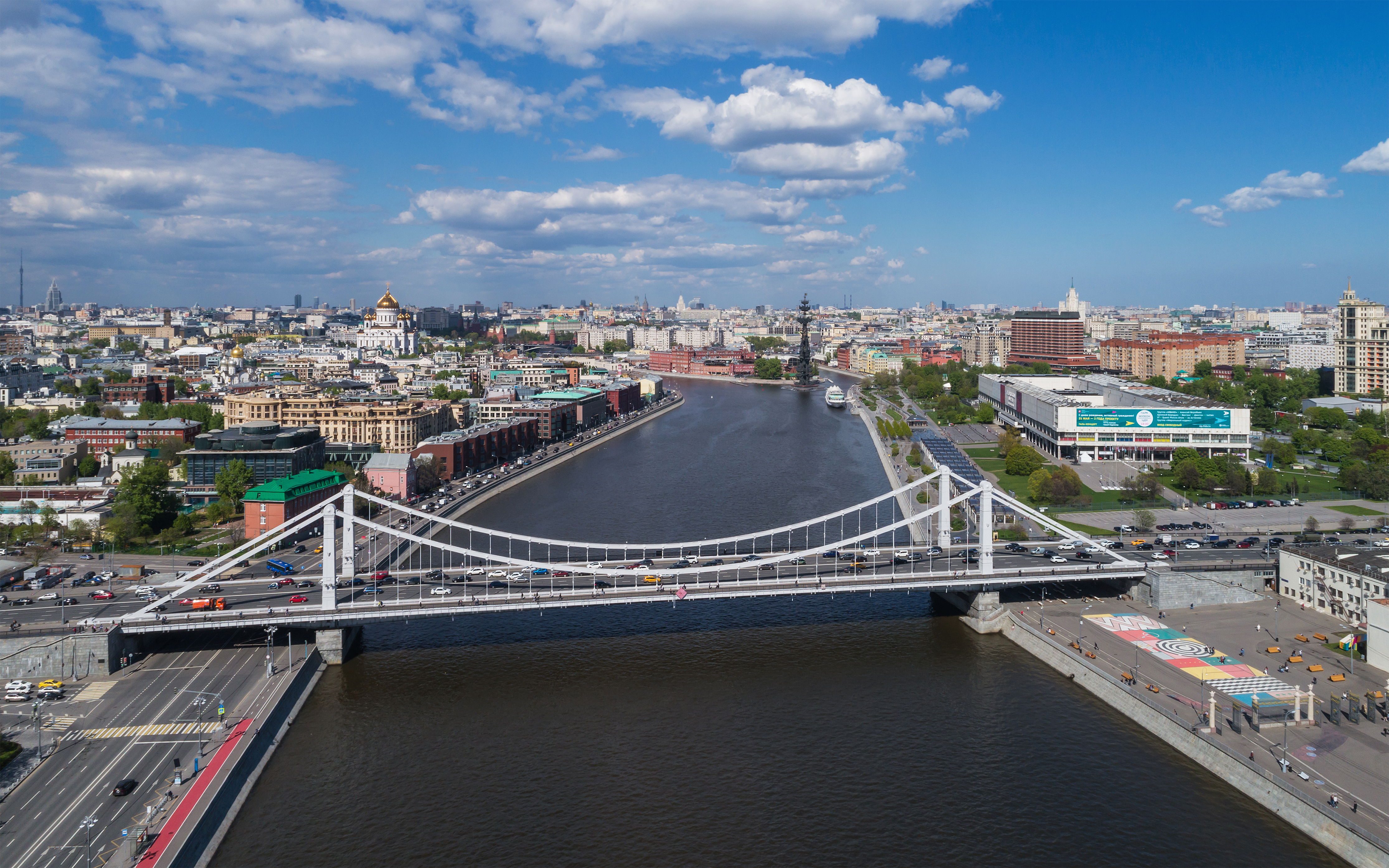
Крымский мост в Москве

ЧАО «Новокраматорский машиностроительный завод» (укр. Новокраматорський машинобудівний завод; НКМЗ) — один из крупнейших на Украине и в мире заводов тяжёлого машиностроения.
Градообразующее предприятие Краматорска с 1930-х гг. (46 % промышленного производства города в 2009 году).

## Расположение и выход в город
Завод занимает территорию 328 га между р. Казённый Торец и ул. Олексы Тихого. Выход в город осуществляется через четыре проходные — Новостроевскую (ул. Олексы Тихого в конце пр. Мира), Главную (ул. Олексы Тихого в конце ул. Маяковского), Термическую (ул. Олексы Тихого возле КЖБ) и Шпичкино (железнодорожная станция Шпичкино). Выезд в город осуществляется через Новостроевские ворота, связь с железной дорогой — со станцией Шпичкино Донецкой железной дороги. Протяжённость железнодорожных путей предприятия 106 км.
Кроме основной территории производства, предприятию также принадлежат здания непроизводственной деятельности.

## Финансы
2009 год предприятие закончило с такими показателями:
- нераспределённая прибыль 1,18 млрд гривен;
- всего активов 4,03 млрд гривен;
- чистый доход от реализации продукции 2,198 млрд гривен (2007);
- основные средства 1,175 млрд гривен;
- чистая прибыль 584,7 млн гривен;
- внутренние инвестиции: 405 млн гривен, в том числе 112,171 млн грн. на 21 новый металлорежущий станок (2008).

2010 год:
- Чистая прибыль — 460,522 млн гривен.
- Внутренние инвестиции — 267 млн гривен
- всего активов — 4,117 млрд гривен[3].

2011 год:
- Чистая прибыль — 169,984 млн гривен.
- активы — 4,167 млрд гривен[4].

В 2013 году средняя заработная плата составила 4809 грн.

## Продукция
Машины НКМЗ работают более чем в 68 странах мира.
В 2008 г. на экспорт вышло 77,8 % продукции.
В 2007 г. распределение экспорта было следующим: 51 % — Россия; 19 % — Украина; 27 % — другие страны (кроме СНГ); 3 % — другие страны СНГ.

### Металлургическое оборудование
- миксеры для хранения и перевозки чугуна;
- оборудование доменного производства;
- установки для непрерывной разливки сортовых и слябовых заготовок;
- установки непрерывного рафинирования стали (печь-ковш);
- оборудование для производства сортового проката, труб, катанки, арматуры.

### Прокатное оборудование
- Стальные кованые прокатные валки (около 9 % мирового производства в 2007 г.);
- слябинги;
- прокатные станы.

### Горно-рудные машины
- Подъёмные машины для шахт;
- рудо- и угле-размольных мельниц;
- экскаваторы роторные, шагающие, драглайны;
- угольные комбайны (проходческие и очистные);
- буровые установки.

### Кузнечно-прессовое оборудование
- Штамповочные молоты и прессы;
- 3 крупнейших в мире пресса: два усилием по 750 МН для Самарского металлургического и Верхнесалдинского металлургического заводов, а также пресс усилием 650 МН для авиационного завода в г. Иссуар (Франция).

### Подъёмно-транспортные машины
- Портальные краны оригинальной конструкции для канала Москва — Волга;
- портальные и мостовые краны;
- автомобильные подъёмники;
- краны на гусеничном и пневмоходу, железнодорожные краны.

### Энергетическое оборудование
- Гидровал для Днепрогэса;
- гидропривод для Нурекской ГЭС;
- валы генераторов ветровых электростанций.

### Специальные машины и отдельные заказы
- Крымский мост в Москве (совместно с СКМЗ);
- проходческие машины для Московского метрополитена;
- гидростаты для испытания батискафов и элементов подводных лодок;
- гребные валы для атомных ледоколов;
- стартовый комплекс космического корабля «Буран-Энергия»;
- оборудование космодромов, стартовые вышки, установщики, оборудование для пусковых шахт;
- вагонные замедлители;
- инженерные машины разграждения;
- артиллерийские установки.

## Структура предприятия и производство
Предприятие имеет дивизионно-функциональную структуру из пяти производств, разделённых по выпускаемой продукции. Всего цехов 39, из них 15 механических, 10 металлургических, 3 сварочных, 11 вспомогательных. Завод является одним из лидеров управленческих инноваций на Украине. Так, по итогам 2013 года завод занял 3-е место в рейтинге ведущих предприятий высокотехнологического машиностроения Украины по уровню управленческих инноваций.
| Структура предприятия                                                   | Структура предприятия                              |
| ----------------------------------------------------------------------- | -------------------------------------------------- |
| Металлургическое производство (МП):                                     |                                                    |
|                                                                         | сталеплавильный цех № 1 (СПЦ-1, б. мартеновский)   |
|                                                                         | электросталеплавильный цех (ЭСПЦ)                  |
|                                                                         | фасонно-литейные № 1 цех (ФЛЦ-1)                   |
|                                                                         | фасонно-литейные № 2 цех (ФЛЦ-2)                   |
|                                                                         | чугунолитейный (ЧЛЦ)                               |
|                                                                         | кузнечно-прессовый № 1 цех (КПЦ-1)                 |
|                                                                         | кузнечно-прессовый № 2 цех (КПЦ-2)                 |
|                                                                         | кузнечно-прессовый № 3 цех (КПЦ-3)                 |
|                                                                         | термический цех                                    |
|                                                                         | модельный цех                                      |
|                                                                         | копровый цех                                       |
|                                                                         | отдел главного металлурга (ОГМет)                  |
|                                                                         | центральная заводская лаборатория (ЦЗЛ)            |
|                                                                         | дирекция                                           |
|                                                                         | другие отделы                                      |
| производство металлоконструкций (ПМК):                                  |                                                    |
|                                                                         | цех металлоконструкций (ЦМК)                       |
|                                                                         | цех мелких металлоконструкций (ЦММК)               |
|                                                                         | цех № 16                                           |
|                                                                         | дирекция                                           |
|                                                                         | отдел главного сварщика (ОГС)                      |
| производство валков и энергетического оборудования (ПВиЭО):             |                                                    |
|                                                                         | механический цех № 3                               |
|                                                                         | механический цех № 5                               |
|                                                                         | дирекция                                           |
|                                                                         | бюро                                               |
| производство металлургического оборудования (ПМО):                      |                                                    |
|                                                                         | механосборочный цех № 1                            |
|                                                                         | механосборочный цех № 2                            |
|                                                                         | механосборочный цех № 6                            |
|                                                                         | механосборочный цех № 9                            |
|                                                                         | механосборочный цех № 12                           |
|                                                                         | механосборочный цех № 14                           |
|                                                                         | редукторный цех                                    |
|                                                                         | дирекция                                           |
|                                                                         | отделы                                             |
| производство горнорудного и кузнечно-прессового оборудования (ПГРиКПО): |                                                    |
|                                                                         | механический цех № 7                               |
|                                                                         | механосборочный цех № 8                            |
|                                                                         | механосборочный цех № 10                           |
|                                                                         | механосборочный цех № 11                           |
|                                                                         | механический цех № 13                              |
|                                                                         | механосборочный цех № 18                           |
|                                                                         | дирекция                                           |
|                                                                         | отделы                                             |
| вспомогательные цехи:                                                   |                                                    |
|                                                                         | газопаросиловой цех (ГПС)                          |
|                                                                         | кислородно-компрессорный цех (ККЦ)                 |
|                                                                         | Электроцех                                         |
|                                                                         | инструментальный цех                               |
|                                                                         | железнодорожный цех (ЖДЦ)                          |
|                                                                         | хозяйственный цех                                  |
|                                                                         | автотранспортный цех (АТЦ)                         |
|                                                                         | цех специальной оснастки (ЦСО)                     |
|                                                                         | цех связи                                          |
|                                                                         | цех складского хозяйства (ЦСХ)                     |
|                                                                         | строительно-монтажное управление (СМУ)             |
| отделы:                                                                 |                                                    |
|                                                                         | дирекция                                           |
|                                                                         | отдел главного конструктора (ОГК)                  |
|                                                                         | отдел главного технолога (ОГТ)                     |
|                                                                         | отдел главного механика (ОГМех)                    |
|                                                                         | отдел главного энергетика (ОГЭ)                    |
|                                                                         | отдел главного метролога (ОГМетр)                  |
|                                                                         | отдел технического контроля (ОТК)                  |
|                                                                         | планово-экономический отдел (ПЭО)                  |
|                                                                         | финансовый отдел                                   |
|                                                                         | юридический отдел                                  |
|                                                                         | отдел организации труда и заработной платы (ООТиЗ) |
|                                                                         | отдел развития персонала (ОРП)                     |
|                                                                         | отдел маркетинговых коммуникаций (ОМК)             |
|                                                                         | главная бухгалтерия                                |
|                                                                         | отдел охраны труда и техники безопасности (ООТиТБ) |
|                                                                         | отдел кадров                                       |
|                                                                         | военизированная охрана (ВОХР)                      |
|                                                                         | другие подразделения                               |
|                                                                         | сторонние и непромышленные организации             |

## Директора НКМЗ
1. 1928—1936 — Кирилкин Иван Тарасович
2. 1936—1937 — Сатель Эдуард Адамович
3. 1937 — Фалькович Зиновий Иосифович
4. 1937—1941 — Задорожный, Константин Алексеевич
5. 1941 — и. о. Яковлев Василий Николаевич
6. 1942—1943 — Новосёлов, Ефим Степанович (во время эвакуации завода)
7. 1943—1947 — Песчаный, Никифор Фёдорович
8. 1947—1948 — Умнягин Михаил Григорьевич
9. 1948—1949 — Яковлев Василий Николаевич
10. 1949—1952 — Катеринич, Иван Трофимович
11. 1952—1954 — Бабич, Николай Иванович
12. 1954—1963 — Глазырин, Владимир Иванович
13. 1963—1972 — Масол Виталий Андреевич
14. 1972—1976 — Булатов, Юрий Васильевич
15. 1976—1988 — Мацегора, Евгений Александрович
16. 1988—2002 — Скударь Георгий Маркович
17. 2002—2007 — Панков Виктор Андреевич
18. 2007—2020 — Суков Геннадий Сергеевич
19. С 2020 года — Боярский Юрий Иванович[9]

## История

### Строительство завода
- В 1927 — появилась проблема — обеспечить металлургические заводы юга страны оборудованием. Предложение расширить существующий Старокраматорский машиностроительный завод было отвергнуто в пользу строительства нового завода.
- 1928, 4 апреля — пленум Государственного института по проектированию металлургических заводов (Гипромез) утвердил эскизный технический проект Краматорского завода тяжёлого машиностроения (КЗТМ).
- 1929, начало — при металлургическом и машиностроительном заводах организована контора «Краммашстрой» для строительства нового завода.
- 1929, апрель — было выбрано место будущего завода — ровный участок 700×1000 м на правом берегу реки Казённый Торец на месте посёлка Штейгаровка (Штейгаревка) на землях колхоза им. Бубнова к северу от металлургического завода и от станции Краматорск.
- 1929, 8 октября — состоялась торжественная закладка завода.
- 1931, 10 февраля — запущен цех металлоконструкций (ЦМК).
- 1931, 18 апреля — постановлением президиума ВСНХ «Краммашстрой», Краматорский и Дружковский заводы объединены в Краматорский комбинат.
- 1932, 15 апреля — запущена кислородная станция (ныне кислородно-компрессорный цех).
- 1932, 10 июля — вступили в строй инструментальный и ремонтно-механический цехи (Мх-4).
- 1932, 21 августа — построен модельный цех.
- 1932, 24 сентября — построен крупнейший в Европе чугунолитейный цех.
- 1932, 20 декабря — сдан в эксплуатацию механический цех «Б» (с 1944 — цехи редукторный и механосборочный № 2).
- 1932, 27 декабря — введена в эксплуатацию центральная распределительная подстанция.
- 1933, 9 января — построен сталелитейный (мартеновский) цех.
- 1933, 20 января — построен фасонно-литейный цех № 1.
- 1932, май — 1933, 15 февраля — построен кузнечный цех № 1 (с 1953 — КПЦ-1).
- 1933, май — построен транспортный цех и газогенераторная станция.
- 1933, 14 мая — вступил в строй механосборочный цех «А» (ныне цех № 1).
- 1934, 11 августа — вышел первый номер заводской газеты «Сталинец» (позже «За технический прогресс», ныне «Вестник НКМЗ»).
- 1934, 17 сентября — нарком тяжёлой промышленности С. Орджоникидзе подписал приказ по Народному комиссариату тяжёлой промышленности о зачислении НКМЗ в список действующих предприятий.

- 1934, 28 сентября — состоялся официальный пуск завода.
- 1934, 20 декабря — запуск в работу кузнечно-прессового цеха № 2 (КПЦ-2).

### Первая продукция
- 1936, декабрь — первая крупная машина — закончено изготовление крупнейшего в Европе слябинга 1100 для Запорожстали.
- 1937 — построена самая большая в стране на то время заводская ТЭЦ (с 1958 — отдельное предприятие) и стадион «Блюминг».
- 1938, 1 мая — сдан в эксплуатацию изготовленный на НКМЗ Крымский мост через Москва-реку.
- 1939—1940 — изготовлены портальные краны для канала Москва — Волга, тюбинги для Московского метрополитена.
- 1941 — завод выпускает бронепоезда и тяжёлые артиллерийские орудия.

### Завод в годы войны
- 1941, 10 октября — официальная остановка завода по приказу ГКО.
- 1941, 22 октября — завершена эвакуация завода. Оборудование и сотрудники предприятия перевезены в города Орск (на место строящегося паровозного завода, позже назван Южноуральским машиностроительным заводом), Юргу.
- 1941, октябрь — 1943, сентябрь — во время оккупации завод принадлежал Августу Круппу. Продукцию завода составляли крупорушки и телеги.
- 1942, 13 апреля — ГКО принял решение о восстановлении НКМЗ в г. Электросталь Московской области. Завод, перевезённый с Урала, был назван НКМЗ-Э (с 1957 года — Электростальский завод тяжёлого машиностроения).
- 1943, сентябрь — при отступлении немецкие войска уничтожили завод[10]. Убытки составили 500 миллионов рублей.
- 1943, 5 октября — восстановлено паровозное депо.
- 1943, 15 октября — пущен модельный цех.
- 1943, 20 октября — начал давать продукцию цех металлоконструкций.
- 1943, 10 ноября — получен первый чугун в чугунолитейном цехе.
- 1944, февраль — восстановлен мартеновский цех.
- 1944, 28 августа — изготовлена первая послевоенная машина — шахтоподъёмная.
- 1944, сентябрь — восстановлена первая очередь НКМЗ.

### Развитие завода
- 1945, 11 июля — завод награждён орденом Ленина.

- 1948, ноябрь — выпущен первый экскаватор.
- 1949 — введены в строй цехи ширпотреба и экскаваторный.
- 1951 — подстанция преобразована в электроцех.
- 1951 — восстановлен кузнечно-прессовый цех (КПЦ).
- 1956 — отдельно от основной территории производства на ул. Ленина (ныне Дружбы) запущен строительный 20-й цех.
- 1957 — изготовлен самый мощный в мире пресс усилием 750 МН для Самарского металлургического завода.
- 1957—1961 — изготовлен самый мощный в мире пресс усилием 750 МН для (Верхнесалдинского металлургического завода, Россия).
- 1959 — построен ночной профилакторий.
- 1960, июнь — завод перешёл на семичасовой рабочий день.

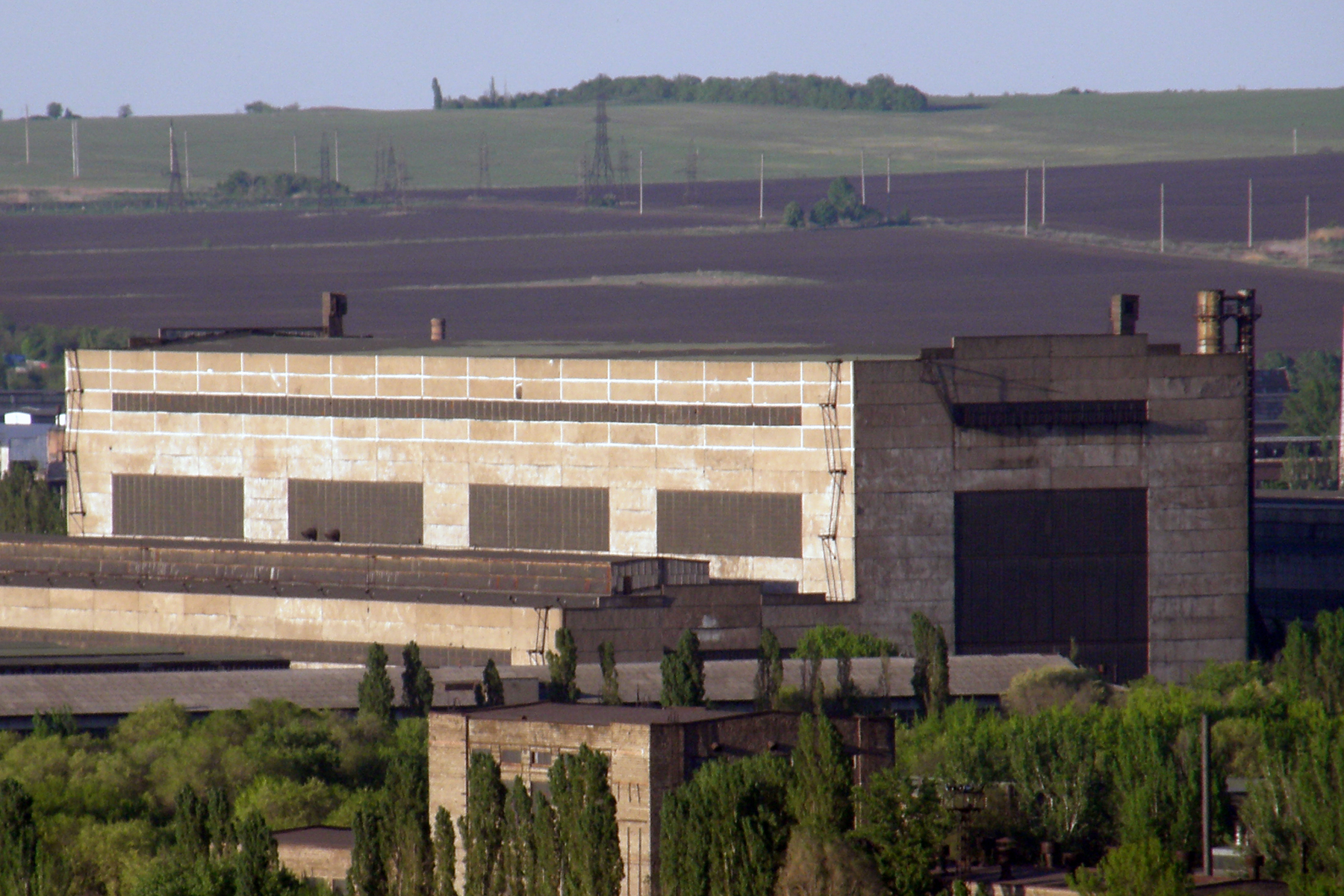
14 цех — самое высокое здание в Краматорске

- 1961 — введён в эксплуатацию механосборочный цех № 14, продукция которого предназначалась для вооружённых сил.
- 1962 — построено новое здание отдела технического обучения (теперь отдел развития персонала ОРП).
- 1963 — открыт новый инженерный корпус (Главконтора) площадью 18500 м²
- 1963, март — запущен в работу 18-й механосборочный цех.
- 1964, 19 сентября — по просьбе трудящихся Совет Министров УССР переименовал Ново-Краматорский машиностроительный завод имени Сталина в Новокраматорский машиностроительный завод имени Ленина.
- 1950—1965, 1 мая — построен Дворец культуры и техники.
- 1966, 1 сентября — завод перешёл на пятидневную рабочую неделю.
- 1970, 8 мая — открыт памятник новокраматорцам, отдавшим свои жизни в годы войны.
- 1970, 23 сентября — открыт музей истории завода.
- 1971, 22 января — завод награждён орденом Октябрьской революции.
- 1971, 12 августа — в г. Иссуар (Франция) веден в эксплуатацию гидравлический штамповочный пресс усилием 650 МН.
- 1974 — построен цех специальной оснастки (ЦСО) и 8-й механический цех.
- 1976, 12 августа — завод награждён Орденом Трудового Красного Знамени.
- 1977 — запущен в эксплуатацию механический цех № 11.
- 1978 — на базе НКМЗ организовано производственное объединение.
- 1979—1980 — построена турбаза в пос. Широкино на Азовском море.
- 1979—1980 — построен электросталеплавильный цех (ЭСПЦ), занимающийся электрошлаковой переплавкой (ныне ЭСПЦ-2).
- 1984, 12 сентября — указом Президиума Верховного Совета СССР завод награждён орденом Дружбы народов.
- 1985, апрель — впервые в мире изготовлен гидропривод с величиной рабочего хода штока гидроцилиндров 14,8 м для Вьетнама.
- 1986 — создан уникальный подъёмно-установочный агрегат для корабля многоразового использования «Буран» (Запуск успешно проведён 15 ноября 1988 года).

- 1990, 12 ноября — коллектив объединения НКМЗ заключил Договор с Минтяжмашем СССР на аренду государственного имущества.
- 1993 — Кабинет Министров Украины разрешил приватизацию арендного объединения НКМЗ.
- 1994, 12 января — Конференция трудящихся утвердила Учредительный Договор закрытого акционерного общества, 1 апреля Устав АО зарегистрирован официально.
- 1995 — принята дивизионно-функциональная структура предприятия, завод разделён на пять производств.
- 1999—2001 — отдельно расположенный по ул. Ленина (ныне Дружбы) цех № 20 переведён на территорию завода и преобразован в участок.
- 2001 — предприятие выкупило 50 % + 1 акцию у физических владельцев и передало контрольный пакет дочерней фирме «Машинвест».
- 2006 — две части структуры завода производство серийных машин (ПСМ) и производство товаров народного потребления (ПТНП) преобразованы в производство валков и энергетического оборудования (ПВиЭО) и производство металлоконструкций (ПМК).
- 2007 — НКМЗ выкупил у города 328 гектар своей территории.
- 2007, март — август 2008 — реконструкция мартеновского цеха со строительством новой 50-тонной электродуговой печи вместо мартеновских.
- 2009, январь — 18-й механосборочный цех перенесён на площади части 11-го и преобразован в механический.
- 2009, март — завод передал 7 своих детских садов городу.
- 2010, июль — на площадях термического цеха № 2 введён в строй 3-й кузнечно-прессовый цех.

### Численность сотрудников
| 1936  | 1940  | 1981  | 1990  | 2000  | 2006  | 2008  | 2010  | 2011  | 2012  | 2013  | 2021  |
| ----- | ----- | ----- | ----- | ----- | ----- | ----- | ----- | ----- | ----- | ----- | ----- |
| 15800 | 18000 | 25000 | 30000 | 17000 | 15932 | 14796 | 13800 | 13400 | 13460 | 11500 | 8 257 |

## Непроизводственная деятельность
Кроме заводского профсоюза, к общественным организациям, объединяющим сотрудников предприятия, относятся Ассоциация молодёжи, Совет ветеранов и Совет женщин.
Предприятию принадлежат заведения в г. Краматорске: гостиница «Индустрия», дом юного техника, детский дом культуры, стадион «Блюминг» на 8000 мест, санаторий-профилакторий и Дворец культуры и техники НКМЗ.
Для оздоровления новокраматорцев и их семей работают две базы отдыха, одна из которых находится на побережье Азовского моря в Широкино, другая — в Щурово на берегу Северского Донца, санаторий-профилакторий, санаторий «Горное солнце» (г. Алупка), детский оздоровительный центр в Святогорске.

## Галерея

панорама центральной части

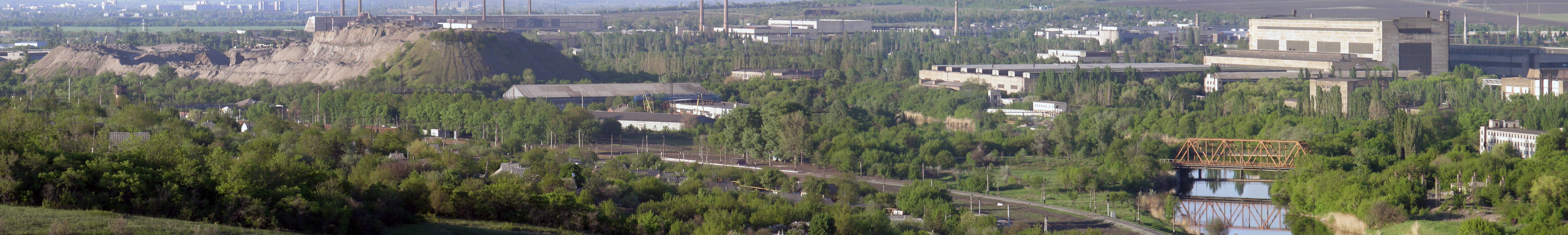
панорама северной части

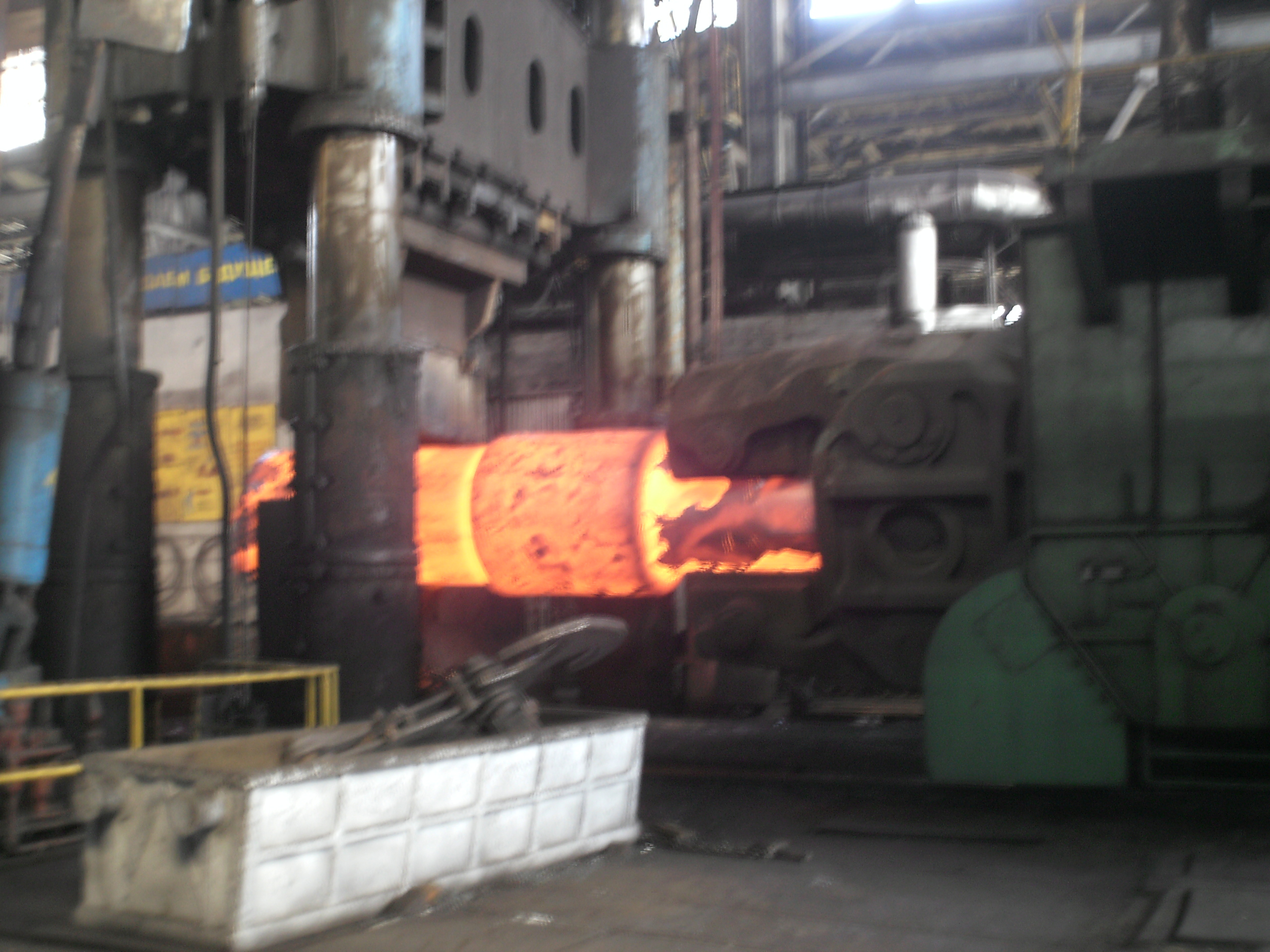
Пресс усилием 100 МН в работе
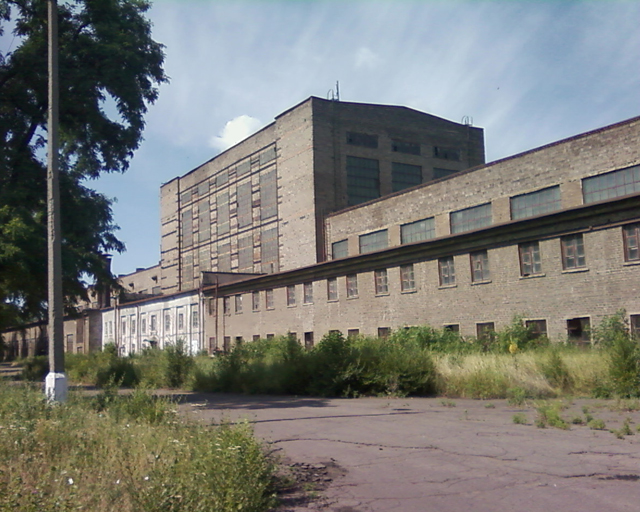
Малярный цех
Стела и вечный огонь погибшим в войну новокраматорцам (1970)
Возле 12-го цеха
Стела 50-летия завода на пересечении ул. Олексы Тихого и проспекта Мира
Стела напротив инженерного корпуса
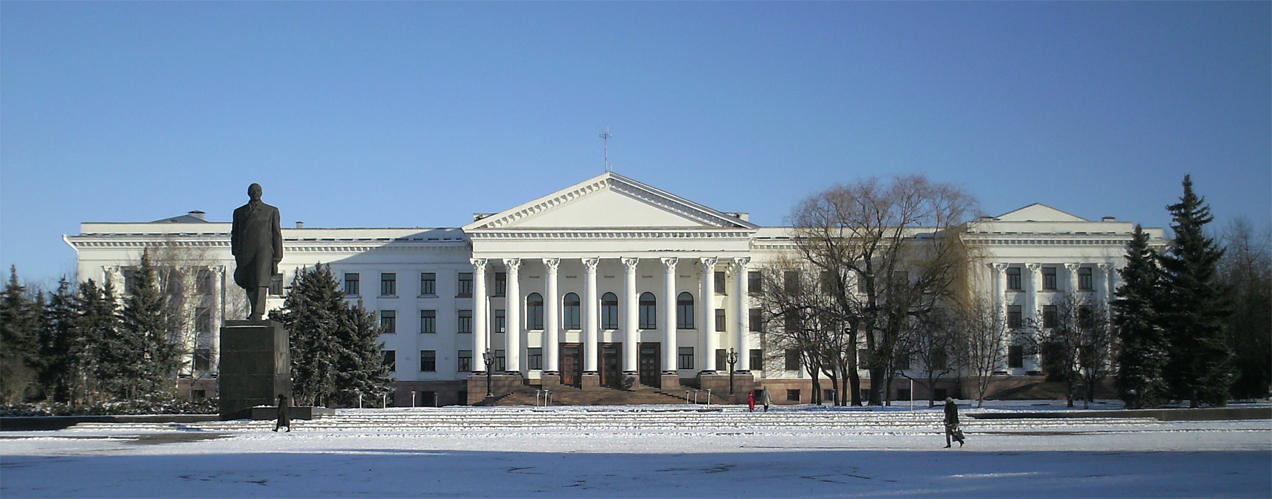
Дворец культуры и техники (1950-1965)
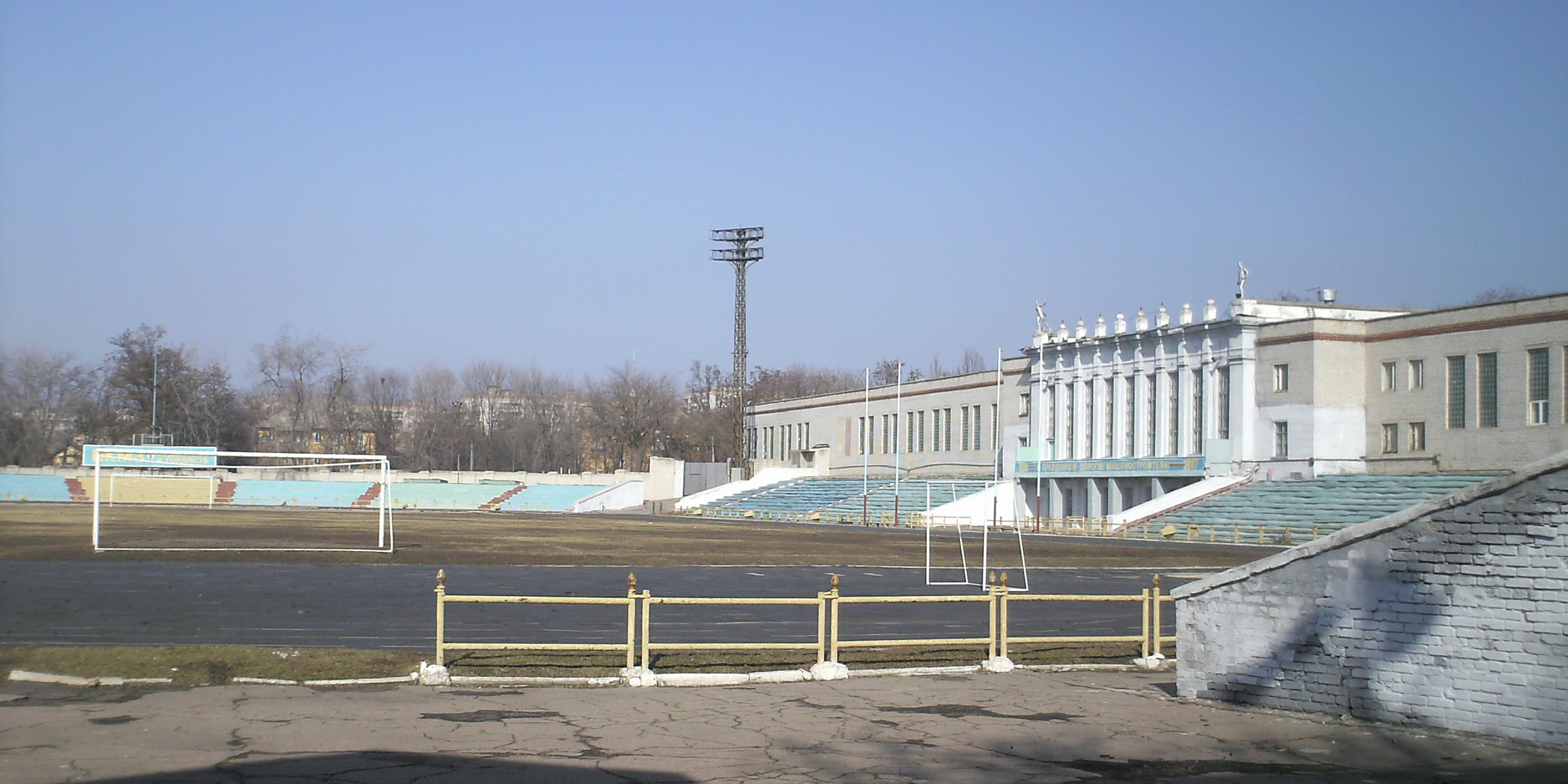
Стадион «Блюминг» (1937)